# Sant Cristòfol de Cabrils
Sant Cristòfol de Cabrils és una capella preromànica del municipi de Cabrils (Maresme) inclosa en l'Inventari del Patrimoni Arquitectònic Català.
La capella de Sant Cristòfol és al veïnat del Sant Crist entre Ca n'Amat, Can Carbonell i Can Vives. La capella en l'actualitat després de la restauració de 1953 és formada per una nau rectangular amb un presbiteri o absis quadrat típic de les construccions preromàniques encara que l'aspecte extern és romànic. La capella és bastida sobre grans carreus procedents d'algun edifici romà. Al costat dret hi ha l'antic portal trobat amagat dins el mur probablement d'època visigòtica del segle VI o VII així com la creu de la façana, feta amb granit provinent de la rodalia. A la façana hi ha una finestra geminada, un portal de punt rodó que es pot datar al segle xiii, certificant-nos ja una de les primeres reformes. L'entrada al presbiteri marcada per un arc triomfal de ferradura, el sostre, encanyissat, els arcs de ferradura de les finestres i la cara de la pica d'aigua beneita fan pensar en la influència dels mossàrabs cristians. Existeix un pas subterrani que arriba fins a Can Vives, al mig del qual hi ha una cambra.
Dues finestres, recuperades després de la reforma de 1953. Són d'arc de ferradura. Una es troba a la façana, geminada, i l'altre és senzilla i està situada a l'absis. La finestra geminada té una delicada columna central de pedra calcària acabada amb un collarí de bordó i una imposta del mateix traçat de les del segle ix, com les de la part alta del Tinell de Barcelona, d'inicis del període comtal.
Segons Barral i Altet, la finestra geminada demostra que la capella no és gaire anterior a 1037, data en què se'n té la primera notícia.
Situada a l'extrem oposat de l'absis hi ha una pica beneitera de granit provinent de la rodalia. A la pica hi ha representada esculpida la cara d'un home amb barba. La seva execució no s'ha datat però s'hi veuen elements característics de l'art ibèric.

## Història
La referència documental més antiga és de 1037, en una venda d'alou amb casa i altres que Reimond i la seva muller Cuscha feren a Nevia "...qui est intus villa copraria et in aliis terminis subtus sancti felicis et prope sancti christofori et in orriolis..." (pergamí de la col·lecció Diversorum de la Seu de Barcelona). Durant el curs dels segles la capella ha estat distingida amb moltes ofrenes i gràcies, com la indulgència plenària concedida pel papa Climent XI l'any 1712 i la visita pastoral del Bisbe titular d'Hipona, Enric de Cardona el 1508. El 1778 es creà la parròquia de Cabrils i fou incardinada a la mateixa capella.